# Macaranga mauritiana
Macaranga mauritiana é uma espécie de planta da família Euphorbiaceae, endêmica em Maurícia.